# نیوگوت‌سنت‌ارژبت
نیوگوت‌سِنت‌اِرژِبِت (به مجاری:  Nyugotszenterzsébet) یک شهرداری در مجارستان است که در ناحیه سیگت‌وار واقع شده‌است. نیوگوت‌سنت‌ارژبت ۹٫۲۲ کیلومتر مربع مساحت و ۲۴۸ نفر جمعیت دارد.